# Taparella doryca
Taparella doryca är en insektsart som först beskrevs av Jean Baptiste Boisduval 1835.  Taparella doryca ingår i släktet Taparella och familjen Flatidae. Inga underarter finns listade i Catalogue of Life.